# Johan Creten
 (novembre 2022).
Il peut être nécessaire de l'améliorer pour respecter le principe de neutralité de point de vue. Veuillez consulter la page de discussion pour plus de détails.

Pour les articles homonymes, voir Creten.
Johan Creten, né le 25 juillet 1963 à Saint-Trond en Belgique, est un sculpteur belge. Il vit et travaille à Paris.

## Biographie
La pratique artistique de Johan Creten commence dès son plus jeune âge par le dessin et la sculpture. Une rencontre sera décisive dans son enfance, celle d'un couple d'antiquaires installé dans sa ville natale. Passionnés, ils font découvrir à Johan Creten l'histoire et la beauté sensible des objets. C'est plus tard, à l'Académie Royale des Beaux-Arts de Gand qu'il repère un atelier de céramique délaissé par les élèves. Commence alors pour Johan Creten l'intégration d'éléments en céramique dans ses tableaux, lui qui avait initialement suivi une formation de peintre. Lorsqu'il se rend par la suite à Paris pour suivre l'enseignement des Beaux-Arts Johan Creten se rend compte de la rareté de la céramique sur la scène artistique contemporaine des années 1980, plus tournée vers le minimalisme et l'art conceptuel.
Au début de sa carrière, l'artiste est soutenu par la galerie Meyer à Paris, spécialisée dans l'art tribal d'Océanie. Deux expositions à la galerie présenteront le travail de Johan Creten en 1987 et 1988 dont une performance lors de l'exposition "Kunstkamer. Installation et performance" dans laquelle l'artiste montrera pour la première fois une des œuvres phares de sa carrière : "La Langue".
Représenté également par la galerie Robert Miller à New York, Johan Creten dévoilera au public ses premières Odore di Femmina lors des expositions "Odore di Femmina" en 1988 et "Johan Creten : 3 Torsos" en 2001.
Aujourd'hui, Johan Creten est représenté par Perrotin, la galerie Almine Rech, la galerie Transit et la galerie Pilevneli.
Au cours des trente dernières années, Johan Creten a travaillé à travers le monde et s'est vu offrir plusieurs résidences prestigieuses comme La Manufacture Nationale de Sèvres et l'Académie de France à Rome - Villa Médicis à Rome.

Johan Creten est aujourd'hui considéré comme l'un des précurseurs de l'introduction de la céramique dans l'art contemporain aux côtés de Thomas Schütte et Lucio Fontana. Fasciné par sa beauté, son impact symbolique et la richesse de son histoire, l'artiste explore le médium à travers de multiples techniques et échelles. Sa première formation, celle de peintre, se retrouve souvent dans ses œuvres par une utilisation picturale des émaux. Très inspiré par son environnement, Johan Creten imagine des créatures fantasmagoriques, animales et organiques en variant les échelles et les matières. De la délicate sculpture en argile au bronze monumental, l'œuvre de Johan Creten révèle un monde de symboles qui soulèvent des questions existentielles sur l'espèce humaine, la société, la sexualité, la politique ou encore la force imprévisible de la nature.

## Parcours artistique
Johan Creten est invité lors de l’exposition collective le sexe de l’art » au musée national d'Art moderne/Centre Georges-Pompidou à Paris en 1995.
En 2005, il participe à l’exposition « Contrepoint. De l’objet d’art à la sculpture- Porcelaines contemporaines » créait un dialogue entre la collection d’art ancien du musée et les pièces en porcelaine contemporaines.
Le musée de Sculpture en plein air de Middelheim à Anvers lui a consacré en 2014 une exposition nommée « The Storm » : 25 bronzes monumentaux et une série d’œuvres en céramique étaient exposées.

## Expositions personnelles
- 2023 :

"Le Coeur qui déborde", Abbaye de Beaulieu-en-Rouergue, Centre des Monuments Nationaux, Ginals, France 
- 2022 :

"GOLD - Les ors d'Yves Saint Laurent", Musée Yves Saint Laurent, Paris, France 
"BESTIARIUM", Galerie Almine Rech, Bruxelles, Belgique 
"BESTIARIUM", Musée d'art et d'industrie André Dilligent de Roubaix, Roubaix, France 
- 2021 :

"C'est dans ma nature", Galerie Transit, Malines, Belgique 
- 2020 :

"I Peccati", Villa Medicis, Rome, Italie 
"Entracte", Galerie Perrotin, Paris, France 
- 2019 :

"The Vivisector", Galerie Pilevneli, Istanbul, Turquie
"Mechelen Museumnacht", Galerie Transit, Malines, Belgique
"Skluptur I Pilane", Pilane, Suède
"True Love", Galerie Leila Heller, Dubaï, Emirats Arabes Unis
"Redemption", Église Notre-Dame-de-l'Assomption, Valloire, France 
- 2018 :

"Pliny's Sorrow", Château d'Arenberg, Louvain, Belgique 
"Sunrise / Sunset", Galerie Perrotin, Paris, France 
"Naked Roots / Naakte Wortels", Belden Aan Zee Museum, La Haye, Pays-Bas
"Alfred Paintings", Galerie Perrotin, New York, Etats-Unis
- 2017 :

"Fiac On Site!", Petit Palais, Paris, France 
"Between Day and Dream", Galerie Pilevneli, Istanbul, Turquie 
"8 GODS", Galerie Almine Rech, Bruxelles, Belgique

## Quelques sculptures

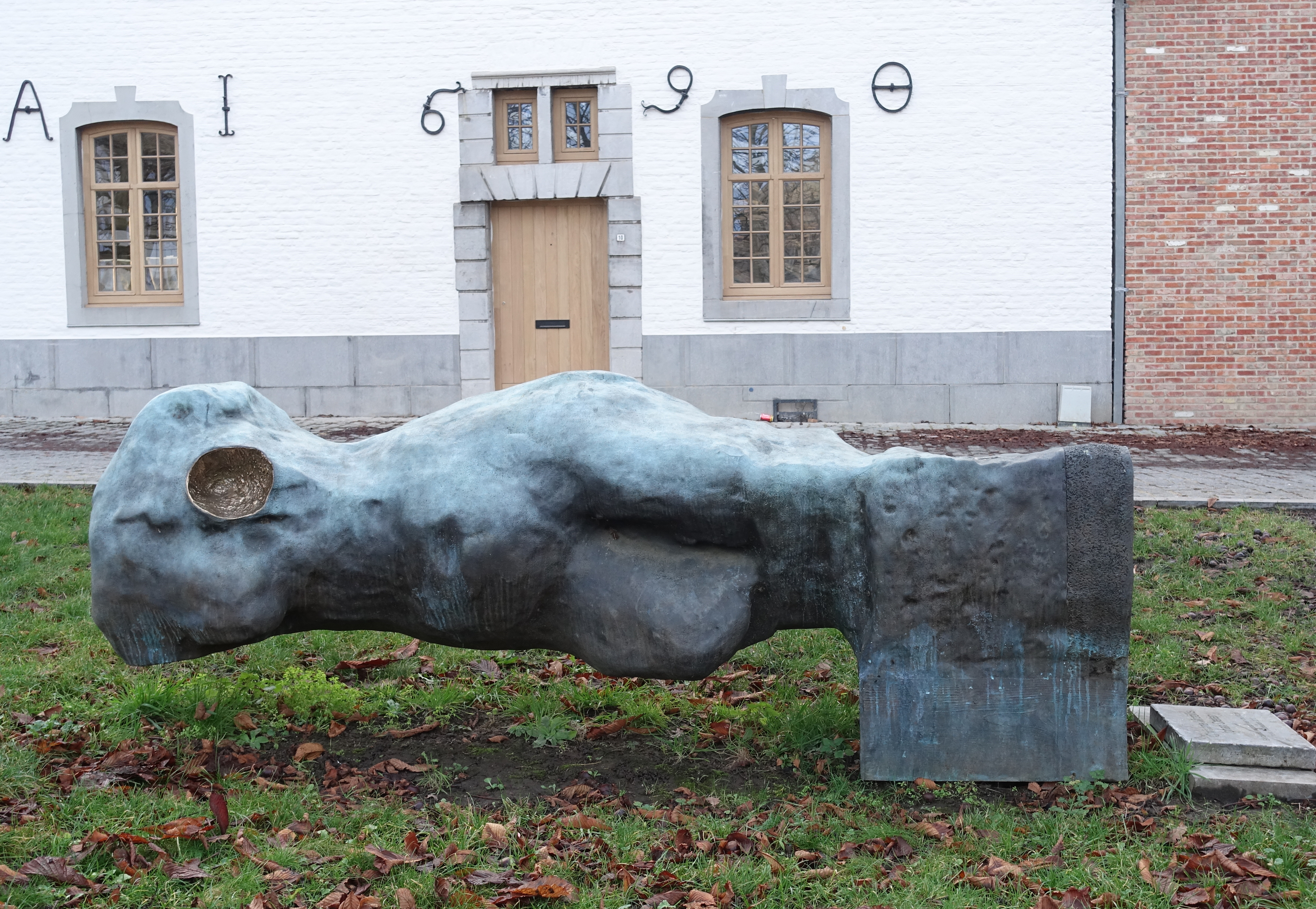
Christina Mirabilis (Saint-Trond).
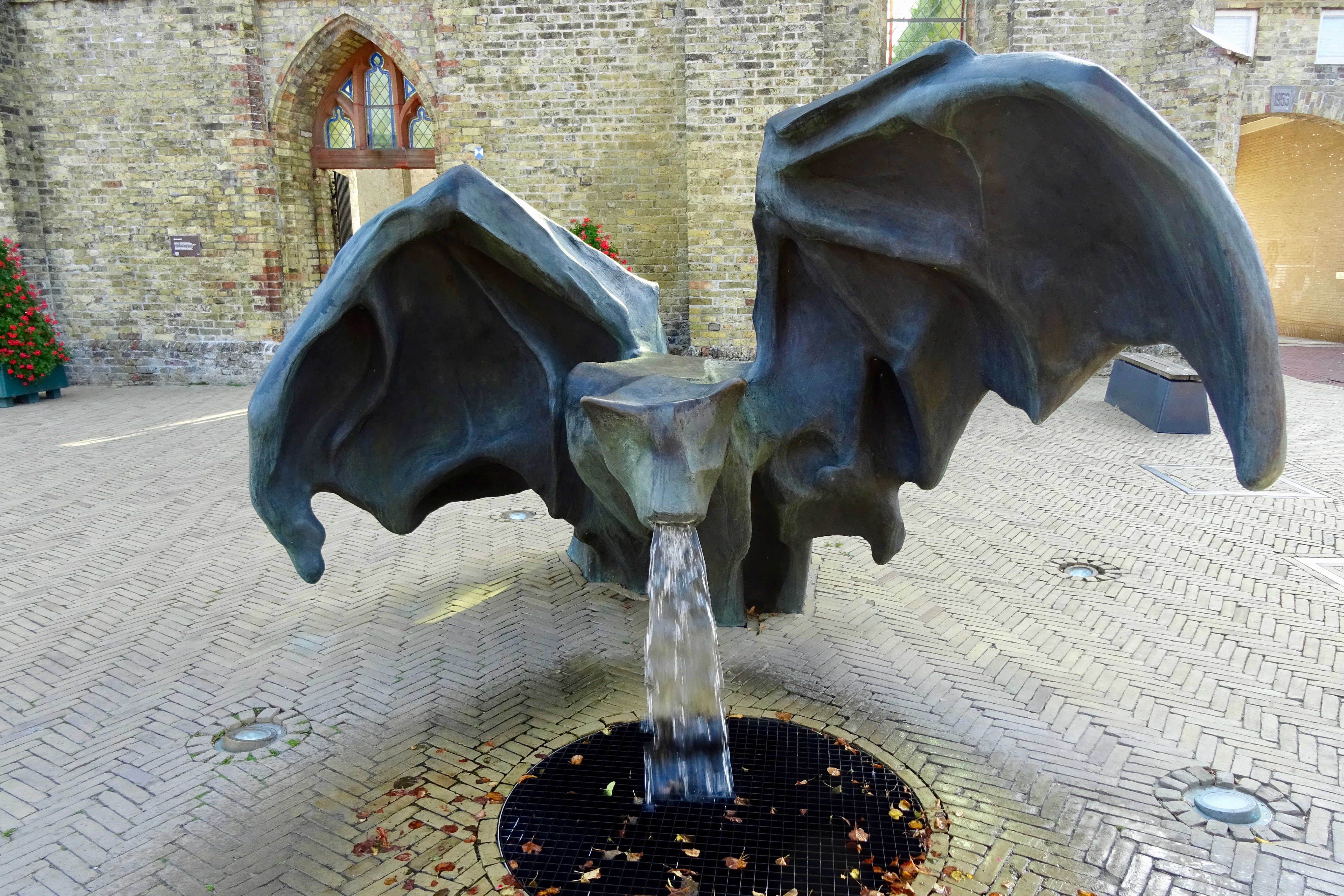
La Chauve-Souris (Bolsward).
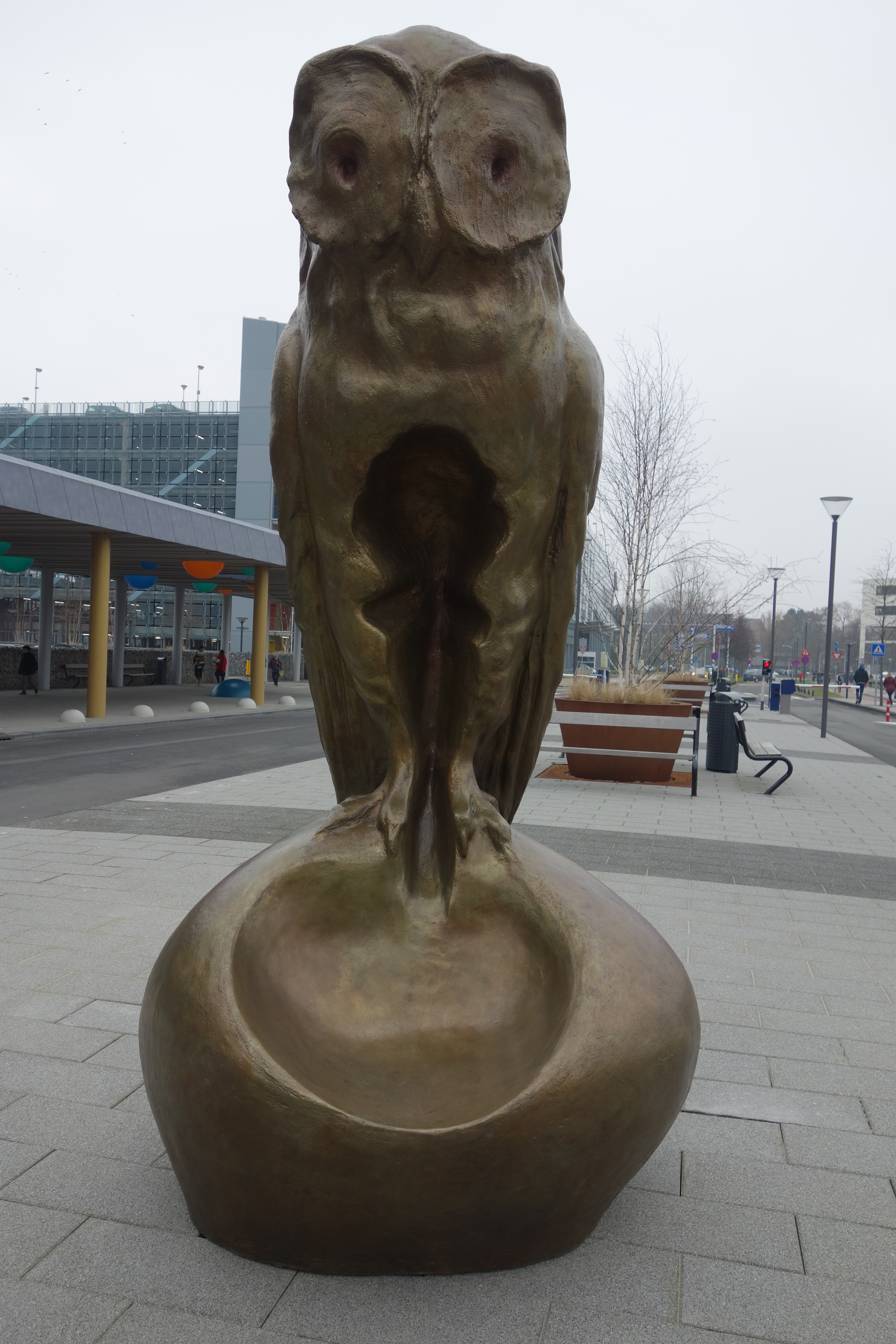
Le Grand Vivisecteur (Leyde).
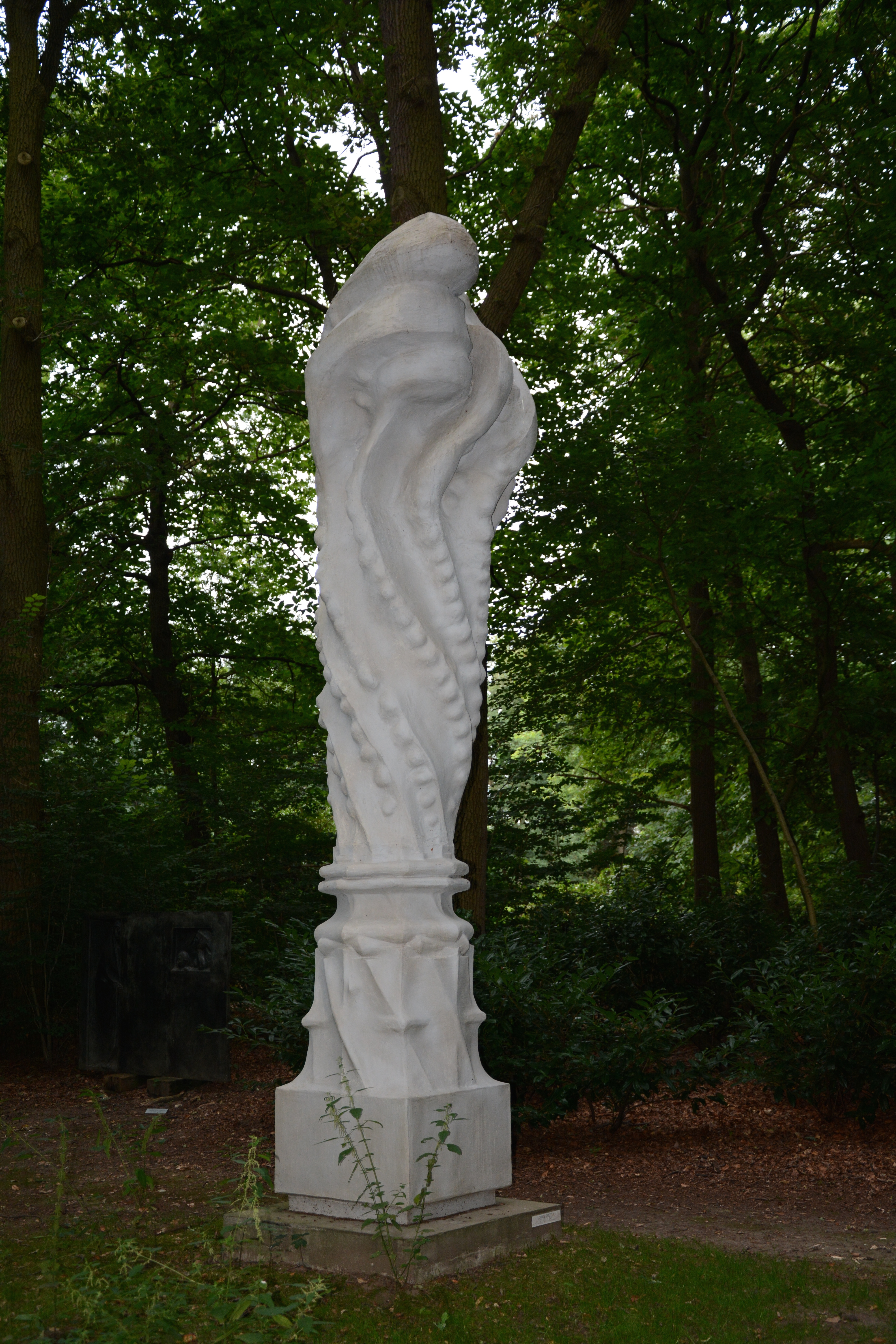
La Colonne (Anvers).
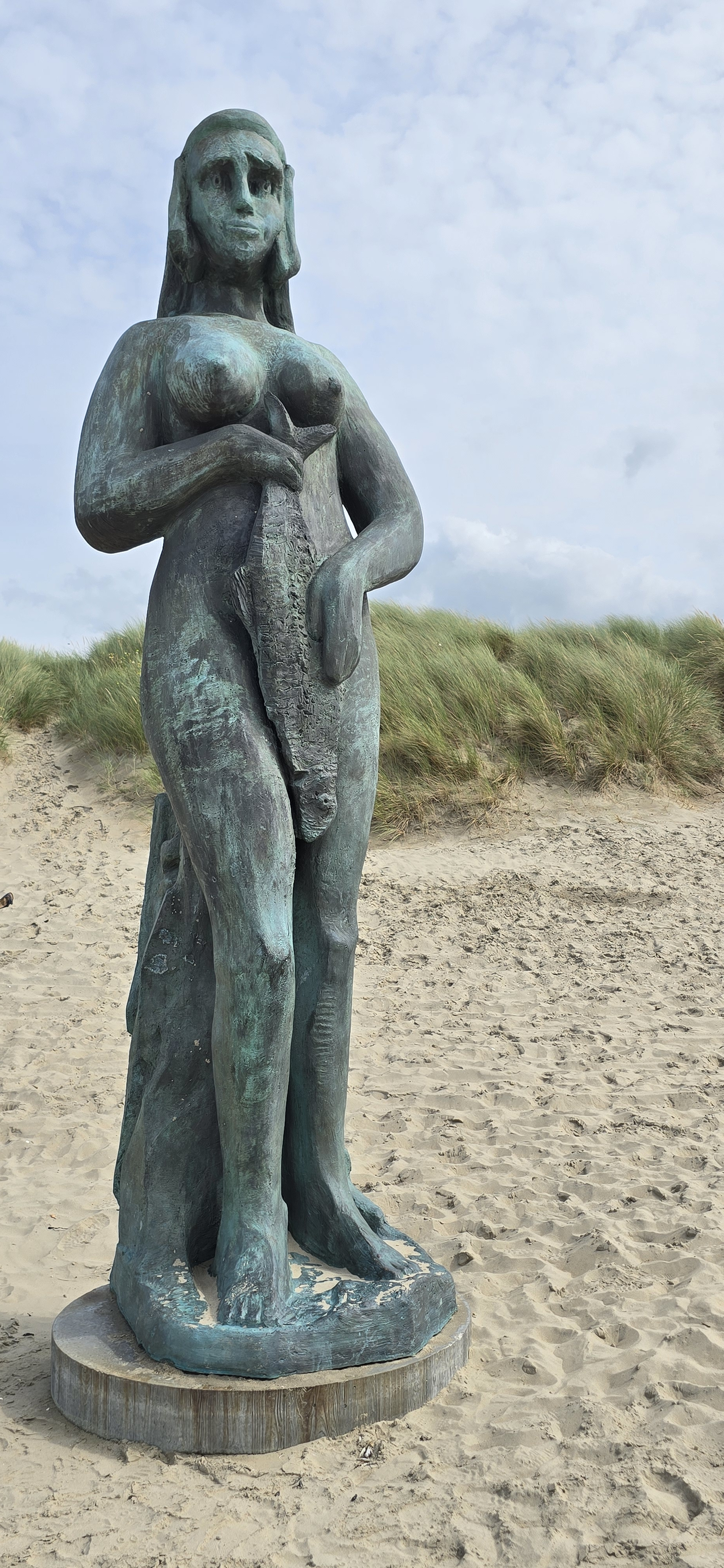
The Herring (Coxyde).

### Presse
- Barbieri Claudia, Flemish Artist Carves a Niche in Clay, New York Times, 8 mai 2013

### Radio
- Laurent Goumarre, France Culture, Le RDV, Plateau céramique, 21 janvier 2013